# 데이비드 최 (음악가)
데이비드 최(David Choi, 한국어명; 최용, 1986년 3월 22일 ~ )는 미국의 싱어송라이터이다. 그의 대표적인 곡으로는 Something To Believe가 있다.